# Karasuma-dōri

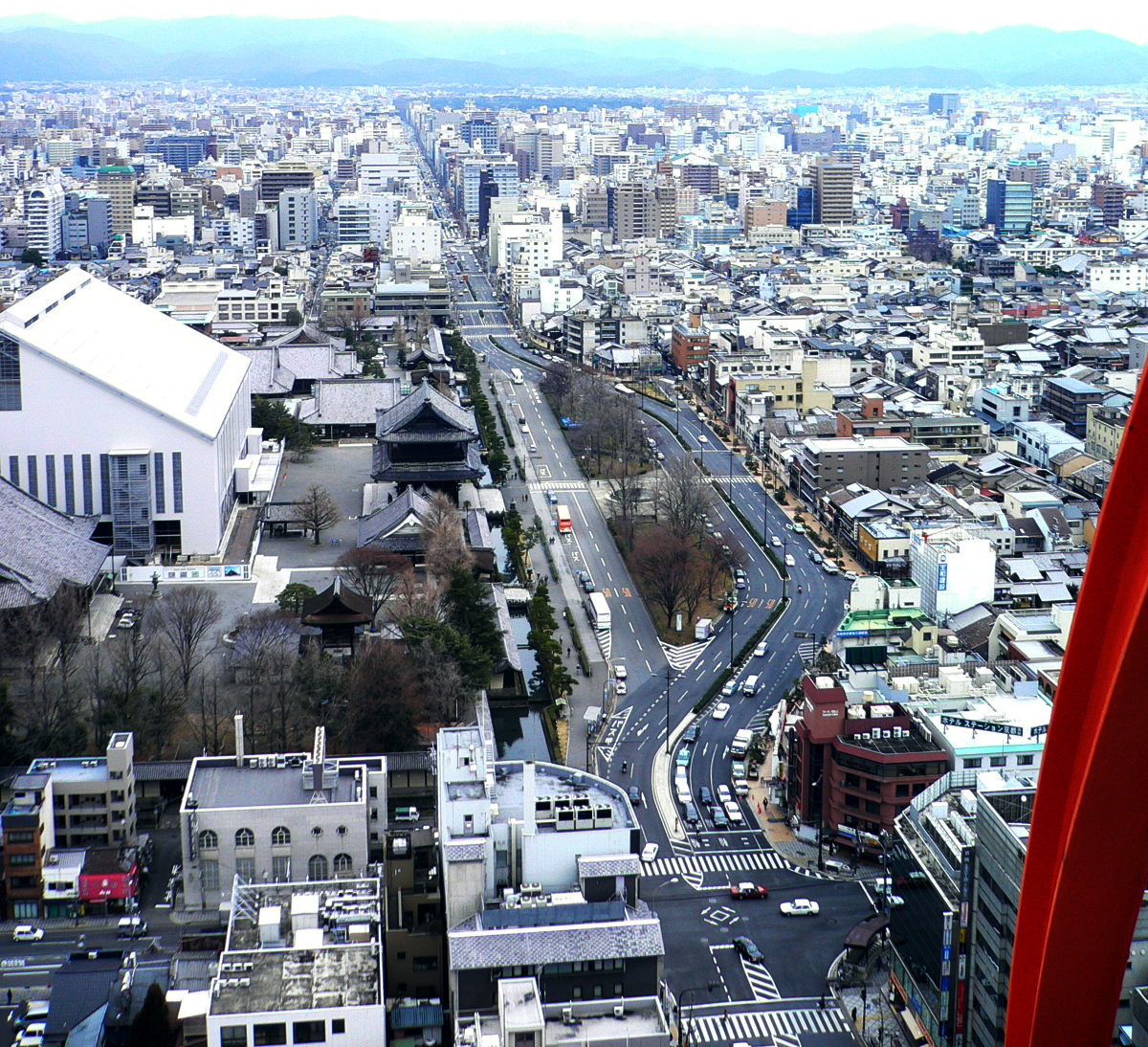
Le curve di Karasuma-dōri di fronte a Higashi Hongan-ji.

Karasuma-dōri (烏丸通り? lett. "Via del cerchio del corvo") è un'importante strada nord-sud nel centro di Kyoto, in Giappone.

## Descrizione
Fa parte degli itinerari nazionali 24 e 367. La metropolitana della linea Karasuma corre sotto la strada.